# Redžep Meidani
Redžep Meidani (albánsky celým jménem Rexhep Qemal Meidani; * 17. srpna 1944 Tirana) byl v letech 1997 až 2002 prezidentem Albánie.

## Život
Redžep Meidani vystudoval Tiranskou univerzitu v roce 1966, a to konkrétně fyziku a matematiku. Dále potom studoval ve Francii, na univerzitě v Caenu. Meidani získal titul profesora a sám poté publikoval mnoho knih, vyšlých doma i v zahraničí. Vyučoval též i na Tiranské univerzitě. Dnes je považován za jednoho z nejvýznamnějších akademiků v zemi.
Jeho politická kariéra začala v 90. letech. Meidani se stal předsedou ústředního volebního výboru v prvních svobodných volbách v zemi roku 1991. Ještě téhož roku se stal také předsedou prezidentské rady. Mezi lety 1992 a 1996 pak zastával funkci předsedy albánského centra po lidská práva. Roku 1996 vstoupil do Socialistické strany (nástupkyně PPSH), na jejím reformním sjezdu byl zvolen za jejího předsedu stal též i poslancem parlamentu. 24. července 1997 jej zvolil parlament i do prezidentské funkce. Porazil kandidáta Demokratické strany, Sali Berishu.

## Vyznamenání
- Velký řád krále Tomislava – Chorvatsko, 4. dubna 2001 – za vynikající přínos k rozvoji přátelství a spolupráce mezi Chorvatskem a Albánií